# Providence Steamrollers
Providence Steamrollers – amerykański klub koszykarski z siedzibą w Providence działający w latach 1946–1949.

## Historia
Klub występował w lidze BAA (protoplasta NBA). W latach 1946–1949 uzyskał bilans ligowy 46–122 (27,4%).
Howie Shannon został nieoficjalnym debiutantem roku BAA (oficjalnie liga zaczęła przyznawać nagrodę od sezonu 1952/53 już pod nazwą National Basketball Association), podczas rozgrywek 1948/49.
Nat Hickey jest najstarszym zawodnikiem w historii BAA/NBA, który wyszedł na parkiet w oficjalnym meczu (45 lat 363 dni – 1947/48). Będąc trenerem zespołu aktywował się jako zawodnik na dwa spotkania sezonu regularnego.

## Liderzy statystyczni BAA
- Ernie Calverley - lider BAA w liczbie (1947 - 202) i średniej asyst (1947 - 3,4, 1948 - 2,5)

## Klubowi liderzy strzelców
1947 - Ernie Calverley - 14,3

1948 - Ken Sailors  - 12,7

1949 - Ken Sailors  - 15,8

## Wyniki sezon po sezonie
Na podstawie.
| Sezon   | Wyg. | Przeg. | Odsetek |
| ------- | ---- | ------ | ------- |
| 1946–47 | 28   | 32     | 46,7%   |
| 1947–48 | 6    | 42     | 12,5%   |
| 1948–49 | 12   | 48     | 20%     |

## Nagrody indywidualne
All-BAA Second Team (druga piątka najlepszych zawodników ligi)
- Ernie Calverley (1947)
- Ken Sailors (1949)

## Historyczne składy
1946/47
- Hank Beenders, Tom Callahan, Ernie Calverley, Armand Cure, Dutch Dehnert, Pop Goodwin, Woody Grimshaw, Ken Keller, Dino Martin, George Mearns, Elmore Morgenthaler, George Pastushok, Hank Rosenstein, Earl Shannon, Bob Shea, Lou Spicer, Jake Weber

1947/48
- Hank Beenders, Ernie Calverley, Bill Downey, Johnny Ezersky, Dick Fitzgerald, Pop Goodwin, Wyndol Gray, Nat Hickey, Bob Hubbard, John Janisch, Jerry Kelly, Dino Martin, Ariel Maughan, George Mearns, George Nostrand, Lee Robbins, Kenny Sailors, Earl Shannon, Mel Thurston, Jack Toomay, Ray Wertis

1948/49
- Bob Brown, Ernie Calverley, Johnny Ezersky, Chick Halbert, Bob Hubbard, Carl Meinhold, George Nostrand, Buddy O'Grady, Fred Paine, Les Pugh, Mel Riebe, Lee Robbins, Giff Roux, Kenny Sailors, Ben Scharnus, Otto Schnellbacher, Earl Shannon, Howie Shannon, Andy Tonkovich, Brady Walker